# Comorenpapegaaiduif
De comorenpapegaaiduif (Treron griveaudi) is een vogel uit de familie Columbidae (duiven). De vogel werd in 1960 als ondersoort van de madagaskarpapegaaiduif (T. australis) beschreven. Het is een bedreigde, endemische vogelsoort op de Comoren, een eilandengroep in de Indische Oceaan, ten noordwesten van Madagaskar.

## Kenmerken
De vogel is 32 cm lang en lijkt sterk op de madagaskarpapegaaiduif, maar is grijs gekleurd op de kruin en nek in plaats van groen, verder zijn de kastanjebruine onderstaartdekveren egaal van kleur en missen de roomkleurige randen. De poten zijn roodachtig in plaats van gelig. Ook het geluid is anders, lager van toon en minder muzikaal.

## Verspreiding en leefgebied
Deze soort is endemisch op de Comoren. Het leefgebied bestaat uit primair en secundair natuurlijk tropisch regenbos en palmplantages.

## Status
De comorenpapegaaiduif heeft een beperkt verspreidingsgebied en daardoor is de kans op uitsterven aanwezig. De grootte van de populatie werd in 2016 door BirdLife International geschat op 1000 tot 2500 volwassen individuen en de populatie-aantallen nemen af door habitatverlies en stroperij. Het leefgebied wordt aangetast door ontbossing waarbij natuurlijk bos wordt omgezet in gebied voor agrarisch gebruik. Om deze redenen staat deze soort als bedreigd op de Rode Lijst van de IUCN.